# Polyporus squamosus
Polyporus squamosus là một loài nấm. Loài nấm này phân bố rộng rãi, được tìm thấy ở Bắc Mỹ, Úc, châu Á và châu Âu, nơi nó gây ra một vết thối trắng trong tâm gỗ cây và gỗ cứng sống và đã chết.
Loài nấm này đã được mô tả khoa học đầu tiên bởi nhà thực vật học người Anh William Hudson vào năm 1778, người đã đặt tên cho nó với danh pháp Boletus squamosus. Loài nấm này được đặt tên hiện tại của nó vào năm 1821 bởi Elias Magnus Fries trong Systema Mygocium của ông.
Sinh vật này là phổ biến và rộng rãi, được tìm thấy ở phía đông dãy Rocky ở Hoa Kỳ và trên nhiều nước châu Âu. Chúng cũng được tìm thấy ở Australia và châu Á. Chúng thường mọc quả thể vào mùa xuân, đôi khi trong mùa thu, và hiếm khi vào mùa khác.